# كوشي (كوماموتو)
مدينة كوشي (بالإنجليزية: Kōshi)‏ هي أحد المدن التابعة لمحافظة كوماموتو. تأسست رسميًا في 27/02/2006. ويقدر عدد سكانها بـ 53490 نسمة حسب تقدير مكتب الإحصاء الياباني لعام 2012. تبلغ مساحة كوشي 53.17 كم2. بكثافة سكانية تبلغ 1006 نسمة/كم2.

## أعلام
- يويداي ناكاجيما
- تاكاهيرو فوجيموتو